# Вилијам Рандал Кример
Вилијам Рандал Кример (енгл. William Randal Cremer; Фарехам, 18. март 1828 — Лондон, 22. јул 1908) био је енглески либерални народни посланик, пацифиста и водећи заговорник међународне арбитраже. Добитник је Нобелове награде за мир 1903. године за рад са међународним арбитражним покретом.

## Биографија
Рођен је 18. марта 1828. у Фарехаму, у радничкој породици. Његов отац је био кочијаш, који је напустио породицу убрзо након Рандаловог рођења. Мајка га је одгајала заједно са његове две сестре, осигуравајући му образовање у локалној методистичкој школи. Своје знање је увећао похађајући бесплатна предавања, био је шегрт као градитељ и постао вешт столар.
Преселивши се у Лондон 1852. године, активирао се као синдикални организатор, брзо постајући признати вођа. Рандал је изабран за секретара Међународног удружења радника 1865. године, али је поднело оставку две године касније 1867. године, када је организација одлучила да жене учини елигибилнијима. Иако је био умешан у кампању за прогресивне сврхе и поштовао га је Карл Маркс, Кример се није сложио са револуцијом вођеном од стране радника.

## Каријера
Још од свог првог неуспешног кандидовања за парламент 1868. године, Кример се залагао за ширење међународне арбитраже као мирне алтернативе рату за решавање спорова.
Изабран је као народни посланик за Хагерстон у Шордичу, у лондонској општини Хекни од 1885. до 1895. године, па од 1900. до своје смрти, од упале плућа 1908. године.
Користећи своју платформу као посланик, Кример је имао савезнике како у континенталној Европи, тако и преко Атлантика, укључујући Фредерика Пасија, Вилијама Џенингса Брајана и Ендруа Карнегија. Користећи своју мрежу контаката и свој талент за организацију, Кример је много допринео на стварању и ширењу институција за међународну арбитражу, које су током свог живота биле успешне у мирном решавању бројних међународних спорова. Овај рад укључује суоснивање Интерпарламентарне уније и Међународне арбитражне лиге; стекавши прихватање уговора Олнеј-Паункефоте из 1897. између Сједињених Држава и Британије које би захтевале арбитражу већих спорова као територија Есекуибо (амерички сенат је уговор одбацио и никада није ступио на снагу); и припрема терена за Хашке конвенције 1899. и 1907. године.
Као признање за свој рад у арбитражном покрету, Кример је добио Нобелову награду за мир, био је први који је то успео самостално, 1903. године. Од награде која је износила 8000 фунти, он је донирао 7000 као задужбину за Међународну арбитражну лигу.
Такође је именован француским национални орденом Легије части, освојио је норвешки орден Светог Олафа и проглашен је витезом 1907.
У његову част названа је основна школа Рандал Кример, у месту Хагерстон.
Умро је 22. јула 1908. године, оставивши имање у износу од 2241 фунти.